# Ogni morte di papa
L'espressione ogni morte di papa (o di vescovo; anche "a ogni morte di papa", "una volta ogni morte di papa") è una polirematica che denota infrequenza di un evento. Usato come iperbole, questo modo di dire si riferisce al fatto che la morte del papa (o di un alto prelato) è evento che si verifica, di norma, con cadenze temporali dilatate.